# Großer Preis von Monaco 1971
Der Große Preis von Monaco 1971 (offiziell XXIX Grand Prix de Monaco) fand am 23. Mai auf dem Circuit de Monaco in Monte Carlo statt und war das dritte Rennen der Automobil-Weltmeisterschaft 1971.

## Berichte

### Hintergrund
Der Große Preis auf dem Circuit de Monaco 1971 war der 200. Grand Prix in der Automobil- bzw. Formel-1-Weltmeisterschaft.
Fünf Wochen lagen zwischen dem Großen Preis von Spanien und dem dritten WM-Lauf in Monaco. Während dieser Pause hatte ein nicht zur Weltmeisterschaft zählendes Rennen in Silverstone stattgefunden, das in zwei Läufen ausgetragen wurde. Im ersten Lauf war Jackie Stewart siegreich, den zweiten gewann Graham Hill. In beiden Fällen waren also V8-motorisierte Fahrzeuge an der Spitze, wodurch die nach dem bisherigen Saisonverlauf drohende V12-Dominanz relativiert wurde.
Bei Ferrari traten die beiden Stammfahrer Jacky Ickx und Clay Regazzoni in Monaco mit dem unter der Leitung des Chefkonstrukteurs Mauro Forghieri zum Ferrari 312B2 weiterentwickelten Wagen an, während für den dritten Werksfahrer Mario Andretti ein herkömmlicher 312B gemeldet wurde. Nanni Galli fuhr anstelle von Andrea de Adamich den dritten Werks-March mit Alfa-Romeo-Motor. Außerdem wollte Skip Barber in einem privaten March 711 sein Grand-Prix-Debüt begehen, scheiterte jedoch deutlich an der Qualifikation. Ansonsten gab es hinsichtlich der Teams und Fahrer keine wesentlichen Veränderungen im Vergleich zum vorangegangenen WM-Lauf.
Für Hill war es das insgesamt 127. Rennen in der Formel-1-Weltmeisterschaft. Er brach damit den alten Rekord von Jack Brabham, der mit 126 Rennen die meisten Formel-1-Weltmeisterschaftsrennen bestritten hatte; ein Rekord, der beim Großen Preis von Mexiko 1970 aufgestellt wurde.

### Training
Erstmals seit 1955 wurde in Monaco die damals aus Sicherheitsgründen eingeführte Begrenzung auf maximal 16 Starter aufgehoben, beziehungsweise auf 18 Fahrer erhöht. Außerdem war zu Beginn der Saison die Regelung der sogenannten "gesetzten" Fahrer, die auf jeden Fall einen Startplatz erhielten, abgeschafft worden. Vor dem Training wurden demzufolge alle Fahrer als gleichwertig eingestuft, unabhängig davon, ob es sich um Weltmeister, Werksfahrer oder Gaststarter handelte. Erster Leidtragender dieser Neuregelung war der bislang in der Weltmeisterschaftswertung zweitplatzierte Mario Andretti, der sich aufgrund eines Defektes an seinem Wagen nicht unter den besten 18 Fahrern qualifizieren konnte.
Da das erste Training am Donnerstag komplett verregnet war und auch am Samstag wegen feuchter Streckenverhältnisse kaum Zeitverbesserungen möglich waren, bestimmten die freitags erzielten Zeiten weitestgehend die Startaufstellung.
Stewart erlangte die Pole-Position mit einer um 1,2 Sekunden schnelleren Rundenzeit als der zweitplatzierte Jacky Ickx. Gut präsentierten sich auch die beiden B.R.M.-Piloten Joseph Siffert und Pedro Rodríguez im BRM P160 mit den Startplätzen drei und fünf, während sich der dritte Werksfahrer Howden Ganley mit dem deutlich älteren BRM P153 nicht qualifizieren konnte.
Das amtierende Konstrukteurs-Weltmeister-Team Lotus enttäuschte mit den Startplätzen 12 für Reine Wisell und 17 für Emerson Fittipaldi.

### Rennen

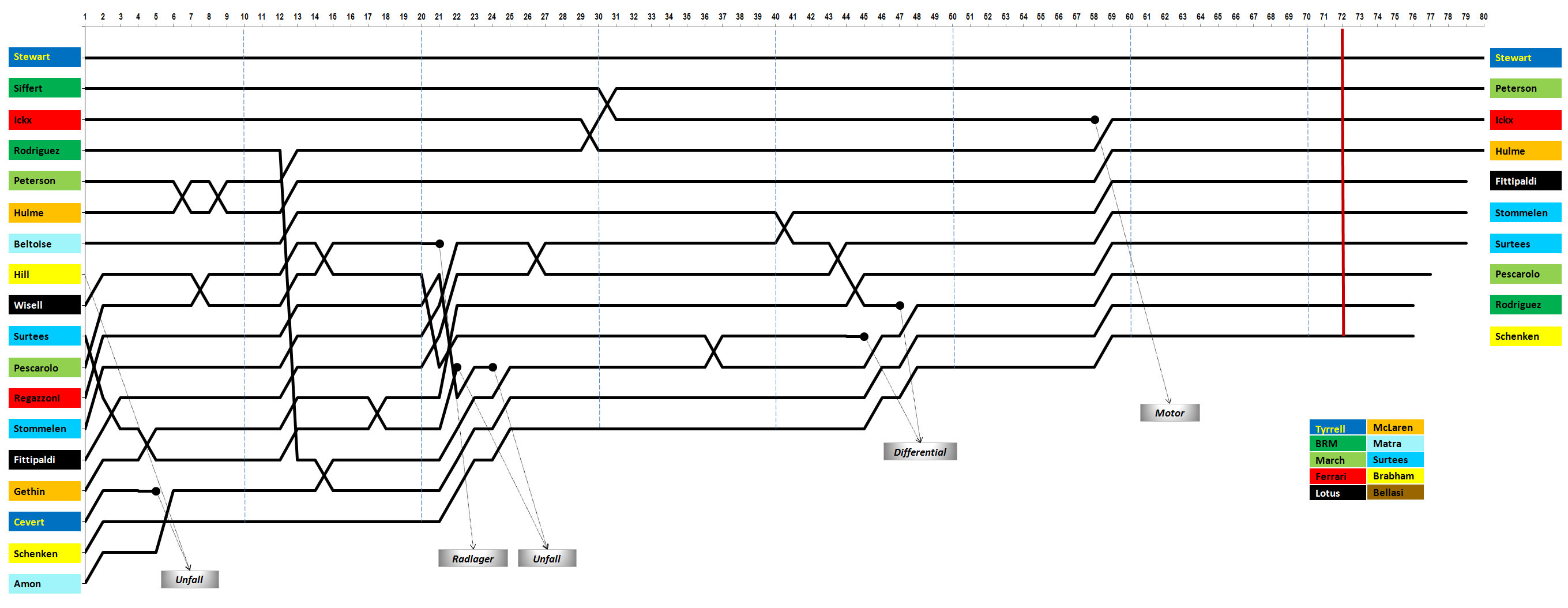
Rennverlauf

Stewart, Ickx und Siffert erreichten nach dem Start nahezu gleichzeitig die erste Kurve, die nicht von drei Wagen nebeneinander durchfahren werden konnte. Siffert gelang es, den Ferrari zu überholen und den zweiten Platz hinter Stewart einzunehmen. Graham Hill, der mit fünf Siegen auf dieser Strecke als absoluter Monaco-Spezialist galt, schied bereits in der zweiten Runde wegen eines Fahrfehlers in der Tabac-Kurve aus. Sein Teamkollege Tim Schenken berührte zwei Runden später ebenfalls die Streckenbegrenzung, als er plötzlich dem wegen technischen Problemen langsam fahrenden François Cevert ausweichen musste. Zunächst konnten beide Fahrer das Rennen fortsetzten, Cevert schied jedoch nach weiteren zwei Runden wegen eines Fahrfehlers als Folge des Defektes aus.
Während Stewart seinen Vorsprung an der Spitze sukzessive ausbaute, fuhr Ronnie Peterson ein starkes Rennen, das für ihn mit einem hervorragenden zweiten Platz endete und für ihn das erste Podium seiner Karriere bedeutete. Da Siffert im letzten Renndrittel mit Motorschaden ausschied, wurde Denis Hulme hinter Ickx Vierter.

## Meldeliste
| Team                       | Nr. | Fahrer               | Chassis       | Motor                    | Reifen |
| -------------------------- | --- | -------------------- | ------------- | ------------------------ | ------ |
| Gold Leaf Team Lotus       | 01  | Emerson Fittipaldi   | Lotus 72D     | Ford Cosworth DFV 3.0 V8 | F      |
| Gold Leaf Team Lotus       | 02  | Reine Wisell         | Lotus 72C     | Ford Cosworth DFV 3.0 V8 | F      |
| Scuderia Ferrari SpA SEFAC | 04  | Jacky Ickx           | Ferrari 312B2 | Ferrari 001/1 3.0 F12    | F      |
| Scuderia Ferrari SpA SEFAC | 05  | Clay Regazzoni       | Ferrari 312B2 | Ferrari 001/1 3.0 F12    | F      |
| Scuderia Ferrari SpA SEFAC | 06  | Mario Andretti       | Ferrari 312B  | Ferrari 001 3.0 F12      | F      |
| Motor Racing Developments  | 07  | Graham Hill          | Brabham BT34  | Ford Cosworth DFV 3.0 V8 | G      |
| Motor Racing Developments  | 08  | Tim Schenken         | Brabham BT33  | Ford Cosworth DFV 3.0 V8 | G      |
| Bruce McLaren Motor Racing | 09  | Denis Hulme          | McLaren M19A  | Ford Cosworth DFV 3.0 V8 | G      |
| Bruce McLaren Motor Racing | 10  | Peter Gethin         | McLaren M14A  | Ford Cosworth DFV 3.0 V8 | G      |
| Elf Team Tyrrell           | 11  | Jackie Stewart       | Tyrrell 003   | Ford Cosworth DFV 3.0 V8 | G      |
| Elf Team Tyrrell           | 11T | Jackie Stewart       | Tyrrell 001   | Ford Cosworth DFV 3.0 V8 | G      |
| Elf Team Tyrrell           | 12  | François Cevert      | Tyrrell 002   | Ford Cosworth DFV 3.0 V8 | G      |
| Yardley Team B.R.M.        | 14  | Joseph Siffert       | BRM P160      | BRM P142 3.0 V12         | F      |
| Yardley Team B.R.M.        | 15  | Pedro Rodríguez      | BRM P160      | BRM P142 3.0 V12         | F      |
| Yardley Team B.R.M.        | 15T | Pedro Rodríguez      | BRM P153      | BRM P142 3.0 V12         | F      |
| Yardley Team B.R.M.        | 16  | Howden Ganley        | BRM P153      | BRM P142 3.0 V12         | F      |
| STP March Racing Team      | 17  | Ronnie Peterson      | March 711     | Ford Cosworth DFV 3.0 V8 | F      |
| STP March Racing Team      | 18  | Àlex Soler-Roig      | March 711     | Ford Cosworth DFV 3.0 V8 | F      |
| STP March Racing Team      | 19  | Nanni Galli          | March 711     | Alfa Romeo T33 3.0 V8    | F      |
| Equipe Matra Sports        | 20  | Chris Amon           | Matra MS120B  | Matra MS71 3.0 V12       | G      |
| Equipe Matra Sports        | 21  | Jean-Pierre Beltoise | Matra MS120B  | Matra MS71 3.0 V12       | G      |
| Rob Walker/Team Surtees    | 22  | John Surtees         | Surtees TS9   | Ford Cosworth DFV 3.0 V8 | F      |
| Auto Motor und Sport       | 24  | Rolf Stommelen       | Surtees TS9   | Ford Cosworth DFV 3.0 V8 | F      |
| Frank Williams Racing Cars | 27  | Henri Pescarolo      | March 711     | Ford Cosworth DFV 3.0 V8 | G      |
| Gene Mason Racing          | 28  | Skip Barber          | March 711     | Ford Cosworth DFV 3.0 V8 | F      |

Anmerkungen
1. 1 2  Die mit einem "T" hinter der Startnummer versehenen Wagen standen ihren jeweiligen Fahrern als T-Car zur Verfügung, kamen jedoch nicht zum Einsatz.

## Klassifikationen

### Startaufstellung
| Pos. | Fahrer               | Konstrukteur     | Zeit   | Ø-Geschwindigkeit | Start |
| ---- | -------------------- | ---------------- | ------ | ----------------- | ----- |
| 01   | Jackie Stewart       | Tyrrell-Ford     | 1:23,2 | 136,082 km/h      | 01    |
| 02   | Jacky Ickx           | Ferrari          | 1:24,4 | 134,147 km/h      | 02    |
| 03   | Joseph Siffert       | B.R.M.           | 1:24,8 | 133,514 km/h      | 03    |
| 04   | Chris Amon           | Matra            | 1:24,8 | 133,514 km/h      | 04    |
| 05   | Pedro Rodríguez      | B.R.M.           | 1:25,1 | 133,043 km/h      | 05    |
| 06   | Denis Hulme          | McLaren-Ford     | 1:25,3 | 132,732 km/h      | 06    |
| 07   | Jean-Pierre Beltoise | Matra            | 1:25,6 | 132,266 km/h      | 07    |
| 08   | Ronnie Peterson      | March-Ford       | 1:25,8 | 131,958 km/h      | 08    |
| 09   | Graham Hill          | Brabham-Ford     | 1:26,0 | 131,651 km/h      | 09    |
| 10   | John Surtees         | Surtees-Ford     | 1:26,0 | 131,651 km/h      | 10    |
| 11   | Clay Regazzoni       | Ferrari          | 1:26,1 | 131,498 km/h      | 11    |
| 12   | Reine Wisell         | Lotus-Ford       | 1:26,7 | 130,588 km/h      | 12    |
| 13   | Henri Pescarolo      | March-Ford       | 1:26,7 | 130,588 km/h      | 13    |
| 14   | Peter Gethin         | B.R.M.           | 1:26,9 | 130,288 km/h      | 14    |
| 15   | François Cevert      | Tyrrell-Ford     | 1:27,2 | 129,839 km/h      | 15    |
| 16   | Rolf Stommelen       | Surtees-Ford     | 1:27,2 | 129,839 km/h      | 16    |
| 17   | Emerson Fittipaldi   | Lotus-Ford       | 1:27,7 | 129,099 km/h      | 17    |
| 18   | Tim Schenken         | Brabham-Ford     | 1:28,3 | 128,222 km/h      | 18    |
| DNQ  | Howden Ganley        | B.R.M.           | 1:28,8 | 127,500 km/h      | –     |
| DNQ  | Mario Andretti       | Ferrari          | 1:29,1 | 127,071 km/h      | –     |
| DNQ  | Nanni Galli          | March-Alfa Romeo | 1:34,6 | 119,683 km/h      | –     |
| DNQ  | Àlex Soler-Roig      | March-Ford       | 1:44,4 | 108,448 km/h      | –     |
| DNQ  | Skip Barber          | March-Ford       | 2:48,6 | 67,153 km/h       | –     |

### Rennen
| Pos. | Fahrer               | Konstrukteur | Runden | Stopps | Zeit       | Start | Schnellste Runde |
| ---- | -------------------- | ------------ | ------ | ------ | ---------- | ----- | ---------------- |
| 01   | Jackie Stewart       | Tyrrell-Ford | 80     | 0      | 1:52:31,3  | 01    | 1:22,2 (57.)     |
| 02   | Ronnie Peterson      | March-Ford   | 80     | 0      | + 25,6     | 06    | 1:23,0 (53.)     |
| 03   | Jacky Ickx           | Ferrari      | 80     | 0      | + 53,3     | 02    | 1:23,2 (74.)     |
| 04   | Denis Hulme          | McLaren-Ford | 80     | 0      | + 1:06,7   | 08    | 1:23,0 (74.)     |
| 05   | Emerson Fittipaldi   | Lotus-Ford   | 79     | 0      | + 1 Runde  | 17    | 1:23,3 (68.)     |
| 06   | Rolf Stommelen       | Surtees-Ford | 79     | 0      | + 1 Runde  | 16    | 1:23,5 (65.)     |
| 07   | John Surtees         | Surtees-Ford | 79     | 0      | + 1 Runde  | 10    | 1:23,9 (64.)     |
| 08   | Henri Pescarolo      | March-Ford   | 77     | 1      | + 3 Runden | 13    | 1:24,6 (63.)     |
| 09   | Pedro Rodríguez      | B.R.M.       | 76     | 2      | + 4 Runden | 05    | 1:23,7 (55.)     |
| 10   | Tim Schenken         | Brabham-Ford | 76     | 1      | + 4 Runden | 18    | 1:24,4 (63.)     |
| –    | Joseph Siffert       | B.R.M.       | 58     | 0      | DNF        | 03    | 1:23,5 (53.)     |
| –    | Jean-Pierre Beltoise | Matra        | 47     | 0      | DNF        | 07    | 1:25,0 (17.)     |
| –    | Chris Amon           | Matra        | 45     | 0      | DNF        | 04    | 1:23,4 (44.)     |
| –    | Clay Regazzoni       | Ferrari      | 24     | 0      | DNF        | 11    | 1:26,1 (10.)     |
| –    | Peter Gethin         | McLaren-Ford | 22     | 0      | DNF        | 14    | 1:26,0 (16.)     |
| –    | Reine Wisell         | Lotus-Ford   | 21     | 0      | DNF        | 12    | 1:26,3 (11.)     |
| –    | François Cevert      | Tyrrell-Ford | 5      | 0      | DNF        | 15    | 1:28,0 (03.)     |
| –    | Graham Hill          | Brabham-Ford | 1      | 0      | DNF        | 09    | 1:35,8 (01.)     |

## WM-Stände nach dem Rennen
Die ersten sechs des Rennens bekamen 9, 6, 4, 3, 2, 1 Punkt(e). Die besten fünf Ergebnisse der ersten sechs Rennen und die besten vier der letzten fünf Rennen zählten zur Meisterschaft. In der Konstrukteurswertung zählten dabei nur die Punkte des bestplatzierten Fahrers eines Teams.

### Fahrerwertung
| Pos. | Fahrer               | Konstrukteur | Punkte |
| ---- | -------------------- | ------------ | ------ |
| 01   | Jackie Stewart       | Tyrrell-Ford | 24     |
| 02   | Jacky Ickx           | Ferrari      | 10     |
| 03   | Mario Andretti       | Ferrari      | 9      |
| 04   | Ronnie Peterson      | March-Ford   | 6      |
| 05   | Chris Amon           | Matra        | 6      |
| 06   | Denis Hulme          | McLaren-Ford | 6      |
| 07   | Clay Regazzoni       | Ferrari      | 4      |
| 08   | Pedro Rodríguez      | B.R.M.       | 3      |
| 09   | Reine Wisell         | Lotus-Ford   | 3      |
| 10   | Emerson Fittipaldi   | Lotus-Ford   | 2      |
| 11   | Jean-Pierre Beltoise | Matra        | 1      |
| 12   | Rolf Stommelen       | Surtees-Ford | 1      |
| 13   | Brian Redman         | Surtees-Ford | 0      |
| 14   | François Cevert      | Tyrrell-Ford | 0      |

| Pos. | Fahrer            | Konstrukteur     | Punkte |
| ---- | ----------------- | ---------------- | ------ |
| 15   | Graham Hill       | Brabham-Ford     | 0      |
| 16   | Peter Gethin      | McLaren-Ford     | 0      |
| 17   | Tim Schenken      | Brabham-Ford     | 0      |
| 18   | Howden Ganley     | B.R.M.           | 0      |
| 19   | Henri Pescarolo   | March-Ford       | 0      |
| 20   | John Surtees      | Surtees-Ford     | 0      |
| 21   | Andrea de Adamich | March-Alfa Romeo | 0      |
| –    | Dave Charlton     | Brabham-Ford     | 0      |
| –    | Joseph Siffert    | B.R.M.           | 0      |
| –    | John Love         | March-Ford       | 0      |
| –    | Jackie Pretorius  | Brabham-Ford     | 0      |
| –    | Joakim Bonnier    | McLaren-Ford     | 0      |
| –    | Àlex Soler-Roig   | March-Ford       | 0      |

### Konstrukteurswertung
| Pos. | Konstrukteur | Punkte |
| ---- | ------------ | ------ |
| 01   | Tyrrell-Ford | 24     |
| 02   | Ferrari      | 19     |
| 03   | March-Ford   | 6      |
| 04   | Matra        | 6      |
| 05   | McLaren-Ford | 6      |

| Pos. | Konstrukteur     | Punkte |
| ---- | ---------------- | ------ |
| 06   | Lotus-Ford       | 5      |
| 07   | B.R.M.           | 3      |
| 08   | Surtees-Ford     | 1      |
| 09   | Brabham-Ford     | 0      |
| 10   | March-Alfa Romeo | 0      |

## Sonstiges
Am Rennwochenende entstand der Dokumentarfilm Weekend of a Champion (dt.: Weekend eines Champions), in dem der polnisch-amerikanische Regisseur Roman Polański Stewart begleitete. Der Film feierte im Folgejahr auf den Internationalen Filmfestspielen Berlin Premiere und lief dort im Wettbewerb.